# Artigueloutan
Artigueloutan est une commune française, située dans le département des Pyrénées-Atlantiques en région Nouvelle-Aquitaine.

## Géographie

### Localisation
La commune d'Artigueloutan se trouve dans le département des Pyrénées-Atlantiques, en région Nouvelle-Aquitaine.
Elle se situe à 13 km par la route de Pau, préfecture du département, et à 11 km de Morlaàs, bureau centralisateur du canton du Pays de Morlaàs et du Montanérès dont dépend la commune depuis 2015 pour les élections départementales.
La commune fait en outre partie du bassin de vie de Pau.
Les communes les plus proches sont : 
Ousse (1,9 km), Sendets (2,7 km), Nousty (3,0 km), Andoins (3,6 km), Lée (4,0 km), Angaïs (4,2 km), Soumoulou (4,6 km), Bordes (5,2 km).
Sur le plan historique et culturel, Artigueloutan fait partie de la province du Béarn, qui fut également un État et qui présente une unité historique et culturelle à laquelle s’oppose une diversité frappante de paysages au relief tourmenté.

### Communes limitrophes
Les communes limitrophes sont  Andoins, Angaïs, Bordes, Limendous, Nousty, Ousse et Sendets.
|        | Sendets       | Andoins |
| Ousse  | Artigueloutan | Nousty  |
| Bordes | Angaïs        |         |

### Hydrographie

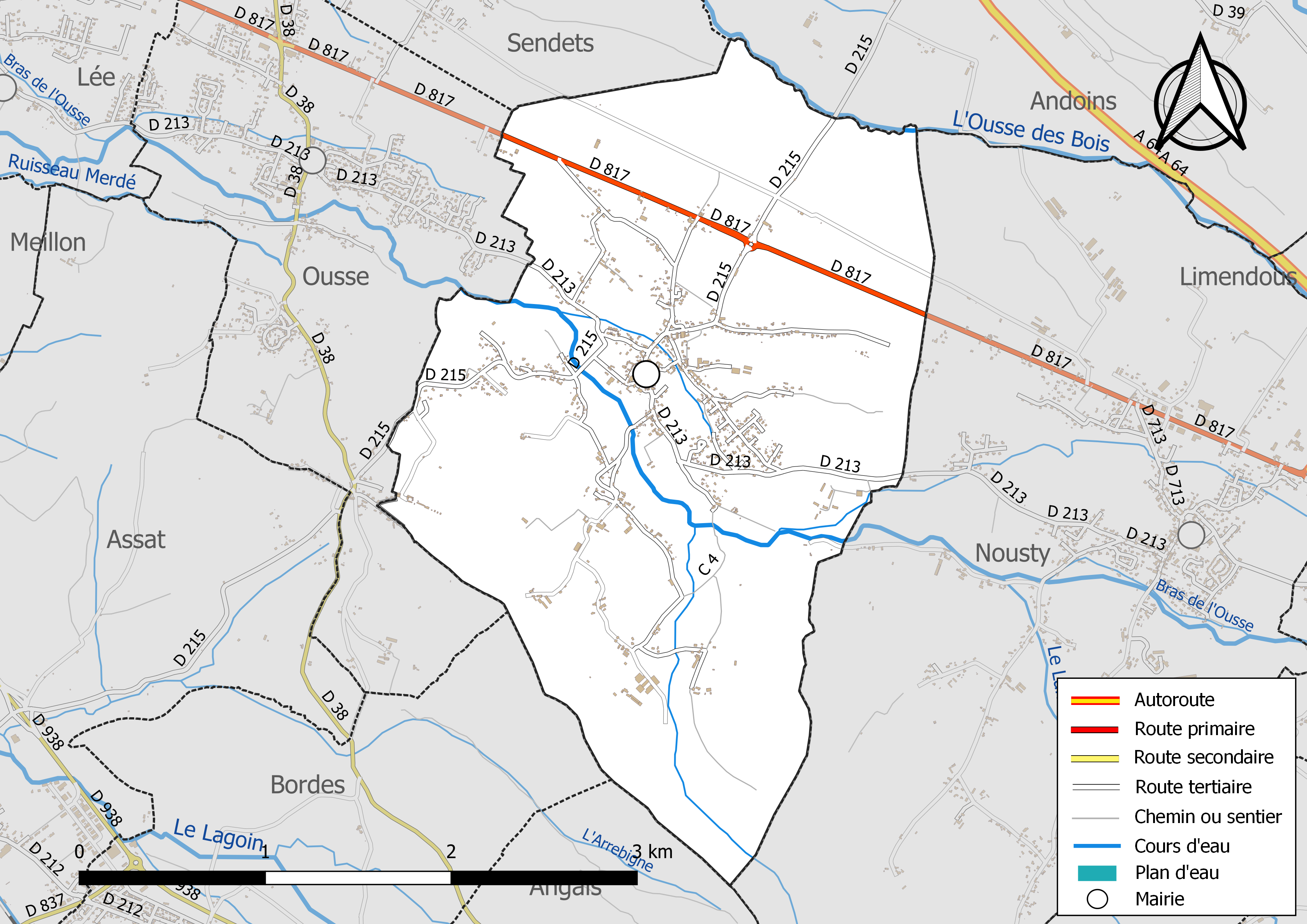
Réseaux hydrographique et routier d'Artigueloutan.

La commune est drainée par le Ousse et par divers petits cours d'eau, constituant un réseau hydrographique de 6 km de longueur totale,.
Le Ousse, d'une longueur totale de 42,4 km, prend sa source dans la commune de Bartrès et s'écoule du sud-est vers le nord-ouest. Il traverse la commune et se jette dans le gave de Pau à Gelos, après avoir traversé 19 communes.

### Climat
Pour des articles plus généraux, voir Climat de la Nouvelle-Aquitaine et Climat des Pyrénées-Atlantiques.
Historiquement, la commune est exposée à un climat de montagne.  
En 2020, Météo-France publie une typologie des climats de la France métropolitaine dans laquelle la commune est toujours exposée à un climat de montagne et est dans la région climatique Pyrénées atlantiques, caractérisée par une pluviométrie élevée (>1 200 mm/an) en toutes saisons, des hivers très doux (7,5 °C en plaine) et des vents faibles.
Pour la période 1971-2000, la température annuelle moyenne est de 12,9 °C, avec une amplitude thermique annuelle de 14,2 °C. Le cumul annuel moyen de précipitations est de 1 207 mm, avec 11,2 jours de précipitations en janvier et 7,4 jours en juillet. Pour la période 1991-2020, la température moyenne annuelle observée sur la station météorologique la plus proche, située sur la commune de Bénéjacq à 10 km à vol d'oiseau, est de 13,4 °C et le cumul annuel moyen de précipitations est de 1 244,1 mm,. Pour l'avenir, les paramètres climatiques de la commune estimés pour 2050 selon différents scénarios d’émission de gaz à effet de serre sont consultables sur un site dédié publié par Météo-France en novembre 2022.

### Milieux naturels et biodiversité

#### Réseau Natura 2000
Le réseau Natura 2000 est un réseau écologique européen de sites naturels d'intérêt écologique élaboré à partir des Directives « Habitats » et « Oiseaux », constitué de zones spéciales de conservation (ZSC) et de zones de protection spéciale (ZPS).
Un site Natura 2000 a été défini sur la commune au titre de la « directive Habitats » : le « gave de Pau », d'une superficie de 8 194 ha, un vaste réseau hydrographique avec un système de saligues encore vivace,.

## Urbanisme

### Typologie
Au 1er janvier 2024, Artigueloutan est catégorisée ceinture urbaine, selon la nouvelle grille communale de densité à sept niveaux définie par l'Insee en 2022.
Elle est située hors unité urbaine. Par ailleurs la commune fait partie de l'aire d'attraction de Pau, dont elle est une commune de la couronne,. Cette aire, qui regroupe 227 communes, est catégorisée dans les aires de 200 000 à moins de 700 000 habitants,.

### Occupation des sols

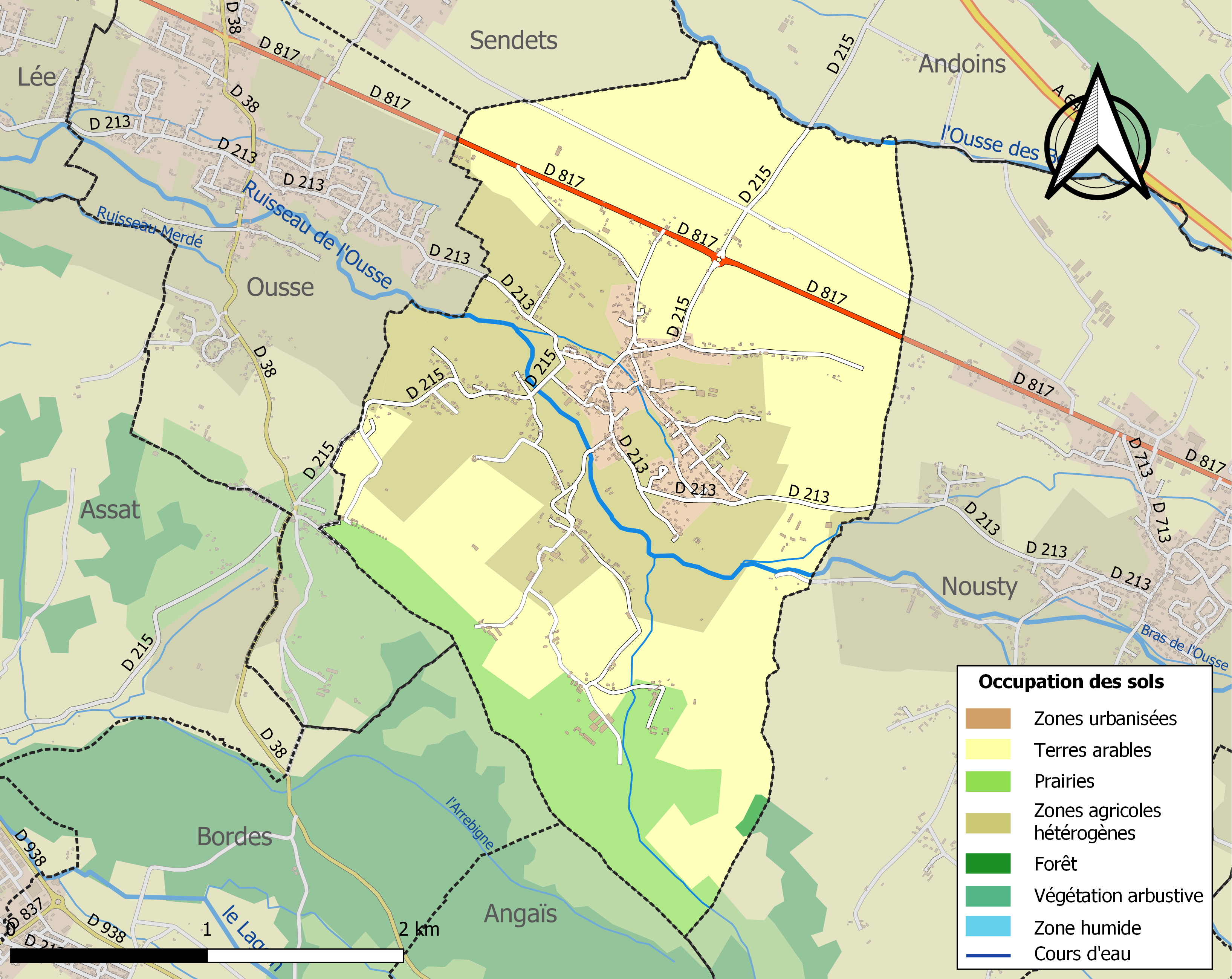
Carte des infrastructures et de l'occupation des sols de la commune en 2018 (CLC).

L'occupation des sols de la commune, telle qu'elle ressort de la base de données européenne d’occupation biophysique des sols Corine Land Cover (CLC), est marquée par l'importance des territoires agricoles (94,5 % en 2018), en diminution par rapport à 1990 (96,7 %). La répartition détaillée en 2018 est la suivante : 
terres arables (53,1 %), zones agricoles hétérogènes (29,5 %), prairies (11,9 %), zones urbanisées (5,4 %), forêts (0,2 %). L'évolution de l’occupation des sols de la commune et de ses infrastructures peut être observée sur les différentes représentations cartographiques du territoire : la carte de Cassini (XVIIIe siècle), la carte d'état-major (1820-1866) et les cartes ou photos aériennes de l'IGN pour la période actuelle (1950 à aujourd'hui).

### Lieux-dits et hameaux
- Artiguenave[6]
- Belloc[6],[23]
- Bistarou[6]
- Lou Bouey[6],[23]
- Casalet (deux lieux-dits)[6]
- Cazenave[6]
- Courège[6]
- Courège (le Moulin de)[6]
- Fort de César[6],[23]
- Fréchou[6]
- Haure[6]
- Hourcade[6]
- Humaraut[6]
- Laclau[6]
- Layus[6]
- Lebon[6]
- Les Mattots[6]
- Miqueu[6]
- Mounyoye[6]
- Pont Long[6]
- Poublan[6]
- Rigabert[6],[23]
- Serresèque[6]
- Tuquet[6]

### Voies de communication et transports
La commune est desservie par la route nationale 117, reliant Toulouse à Bayonne, et par les routes départementales 213 et 215.

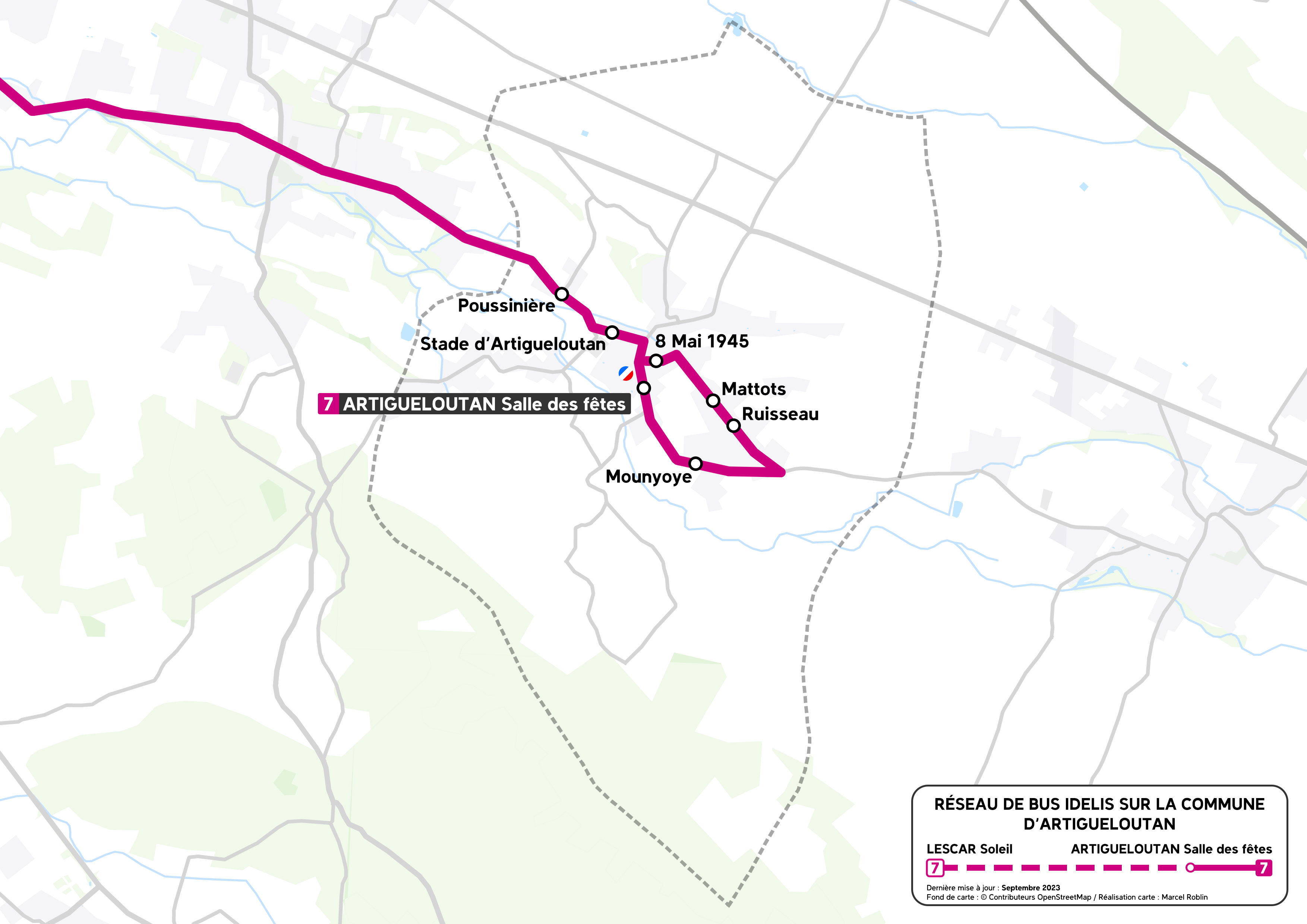
Réseau de bus IDELIS à Artigueloutan

Artigueloutan est desservie par le réseau de bus Idelis :
- Lescar — Soleil ↔ Bizanos — Beau Soleil / Artigueloutan — Salle des Fêtes

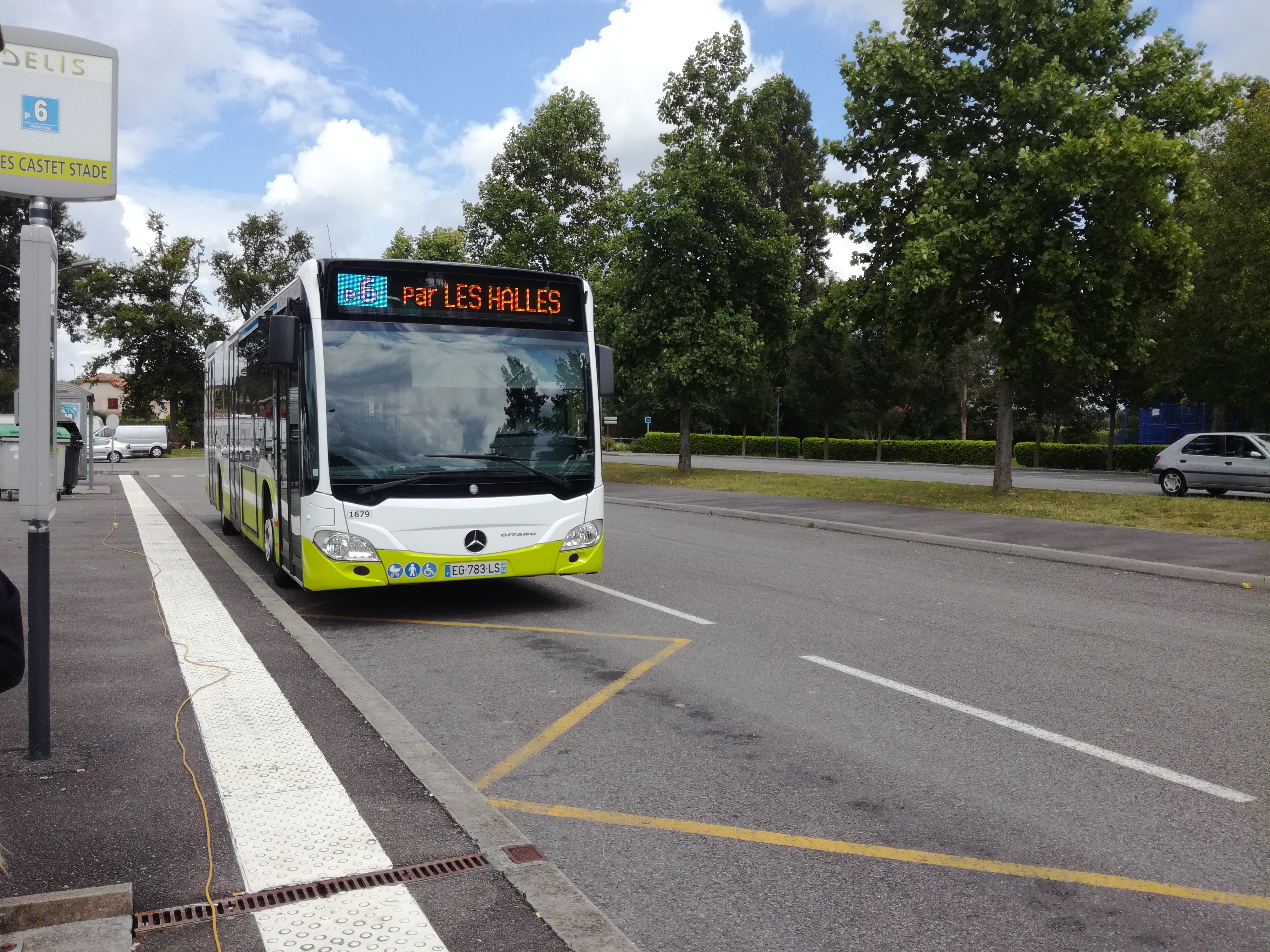
Bus du réseau

### Risques majeurs
Le territoire de la commune d'Artigueloutan est vulnérable à différents aléas naturels : météorologiques (tempête, orage, neige, grand froid, canicule ou sécheresse), inondations et séisme (sismicité moyenne). Il est également exposé à un risque technologique,  le transport de matières dangereuses. Un site publié par le BRGM permet d'évaluer simplement et rapidement les risques d'un bien localisé soit par son adresse soit par le numéro de sa parcelle.

#### Risques naturels
Certaines parties du territoire communal sont susceptibles d’être affectées par le risque d’inondation par une crue torrentielle ou à montée rapide de cours d'eau, notamment le ruisseau de l'Ousse. La commune a été reconnue en état de catastrophe naturelle au titre des dommages causés par les inondations et coulées de boue survenues en 1982, 1993, 2009, 2014 et 2021,.

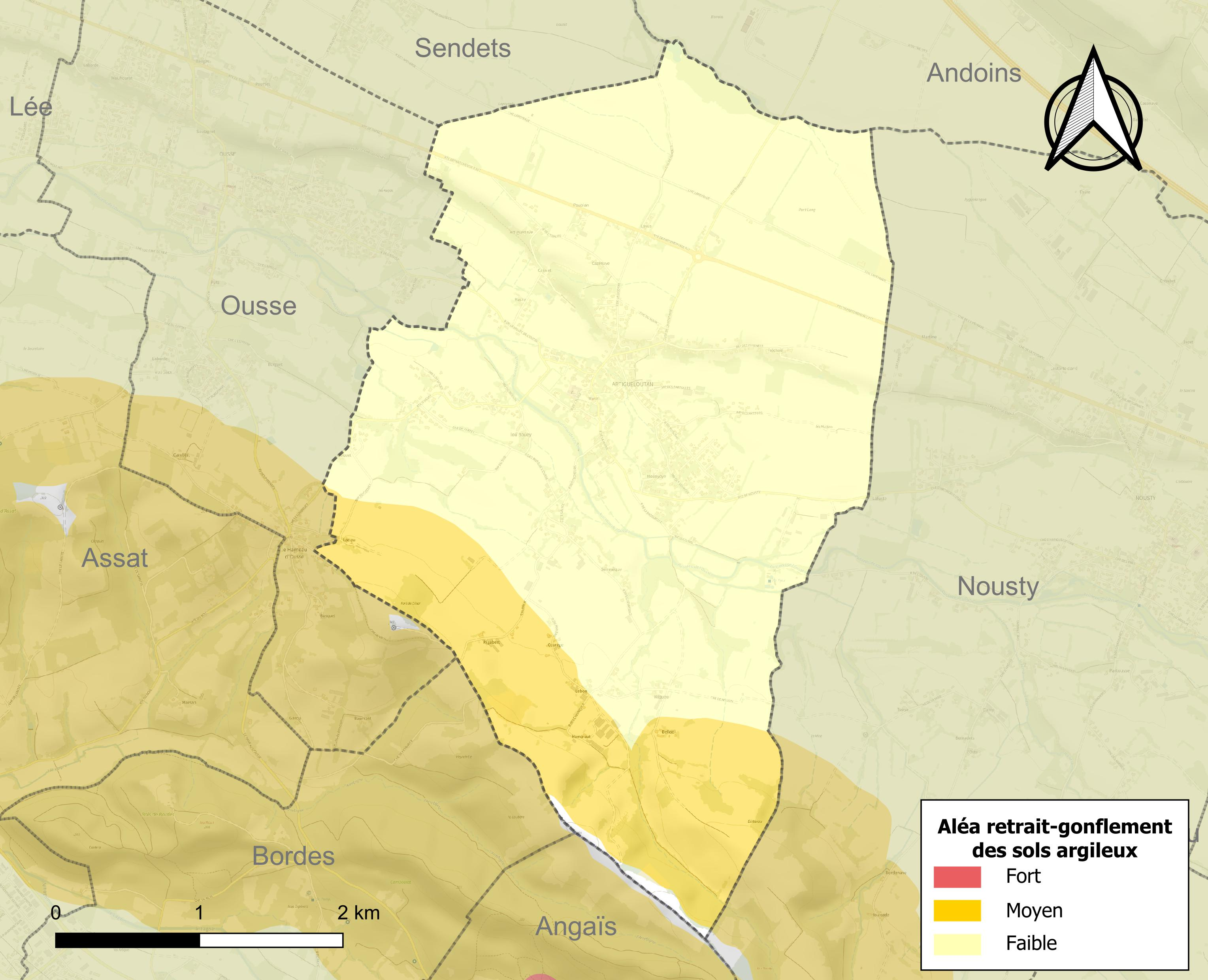
Carte des zones d'aléa retrait-gonflement des sols argileux d'Artigueloutan.

Le retrait-gonflement des sols argileux est susceptible d'engendrer des dommages importants aux bâtiments en cas d’alternance de périodes de sécheresse et de pluie. 20 % de la superficie communale est en aléa moyen ou fort (59 % au niveau départemental et 48,5 % au niveau national). Depuis le 1er octobre 2020, en application de la loi ELAN, différentes contraintes s'imposent aux vendeurs, maîtres d'ouvrages ou constructeurs de biens situés dans une zone classée en aléa moyen ou fort,.

## Toponymie
Le toponyme Artigueloutan apparaît sous les formes 
Artigueloptaa, Artigalopta et Artigelobtaa (respectivement 1385 et XIVe siècle pour les deux dernières formes, censier de Béarn), 
Arthigueloutan (1457, notaires d'Assat), 
Artigaloutaa (1536, titres d'affièvement),
Artigalotaa (1675, réformation de Béarn), 
'Artiguelotaa sur la carte de Cassini (fin XVIIIe siècle) et 
Artigue-Loutan (1801, Bulletin des lois).
Son nom béarnais est Artigalotan ou Artigueloutâ. Selon Michel Grosclaude, le toponyme provient du gascon artigalota, qui signifie « petite terre défrichée », augmenté du suffixe qualitatif -anam.
La ferme du lieu-dit Belloc est déjà mentionnée dans le dictionnaire topographique Béarn-Pays basque de 1863.
Les Bordes, appelé également Viellelongue, était un hameau de la commune, indiqué en 1675, dans la réformation de Béarn.
Lou Bouey est un ancien hameau d’Artigueloutan, dont il est fait mention sous les graphies 
Lo Boey (1457, cartulaire d'Ossau) et 
Louboey (1863, dictionnaire topographique Béarn-Pays basque). Paul Raymond indique la présence d’une abbaye laïque, dépendant de la vicomté de Béarn.
Cambus, ferme d’Artigueloutan, était également un fief, comprenant en 1538 les communes d’Ousse et de Rontignon, vassal de la vicomté de Béarn.
Clerguet était une ferme, et un fief de la commune, vassal de la vicomté de Béarn, mentionné en 1538.
Le Fort de César est une motte, commune à Artigueloutan et Ousse, mentionnée également en 1863.
Rigabert est le nom d’une ferme, déjà indiquée dans le dictionnaire de 1863.

## Histoire
Paul Raymond note qu'en 1385, Artigueloutan comptait 28 feux et dépendait du bailliage de Pau.

## Politique et administration

### Liste des maires
| Période                                  | Période  | Identité               | Étiquette | Qualité |
| ---------------------------------------- | -------- | ---------------------- | --------- | ------- |
| Les données manquantes sont à compléter. |          |                        |           |         |
| 1995                                     | 2001     | Hubert Lassègues       |           |         |
| 2001                                     | 2020     | Michèle Laban-Winograd |           |         |
| 2020                                     | En cours | Marie-Claire Né        |           |         |

### Intercommunalité
Artigueloutan fait partie de cinq structures intercommunales :
- la communauté d'agglomération de Pau Béarn Pyrénées ;
- le syndicat d'aménagement hydraulique du bassin de l'Ousse ;
- le syndicat d'énergie des Pyrénées-Atlantiques ;
- le syndicat intercommunal pour la construction et le fonctionnement du C.E.S. de Bizanos ;
- le syndicat mixte d’eau et d’assainissement de la vallée de l’Ousse.

## Population et société

### Démographie
Le nom des habitants est Artigueloutanais,.

L'évolution du nombre d'habitants est connue à travers les recensements de la population effectués dans la commune depuis 1793. Pour les communes de moins de 10 000 habitants, une enquête de recensement portant sur toute la population est réalisée tous les cinq ans, les populations de référence des années intermédiaires étant quant à elles estimées par interpolation ou extrapolation. Pour la commune, le premier recensement exhaustif entrant dans le cadre du nouveau dispositif a été réalisé en 2005.

En 2022, la commune comptait 1 100 habitants, en évolution de +1,48 % par rapport à 2016 (Pyrénées-Atlantiques : +3,78 %, France hors Mayotte : +2,11 %).
| 1793 | 1800 | 1806 | 1821 | 1831 | 1836 | 1841 | 1846 | 1851 |
| ---- | ---- | ---- | ---- | ---- | ---- | ---- | ---- | ---- |
| 403  | 454  | 513  | 518  | 600  | 610  | 700  | 664  | 639  |

| 1856 | 1861 | 1866 | 1872 | 1876 | 1881 | 1886 | 1891 | 1896 |
| ---- | ---- | ---- | ---- | ---- | ---- | ---- | ---- | ---- |
| 717  | 710  | 718  | 691  | 672  | 655  | 646  | 577  | 527  |

| 1901 | 1906 | 1911 | 1921 | 1926 | 1931 | 1936 | 1946 | 1954 |
| ---- | ---- | ---- | ---- | ---- | ---- | ---- | ---- | ---- |
| 524  | 476  | 503  | 405  | 429  | 420  | 401  | 333  | 348  |

| 1962 | 1968 | 1975 | 1982 | 1990 | 1999 | 2005 | 2006 | 2010 |
| ---- | ---- | ---- | ---- | ---- | ---- | ---- | ---- | ---- |
| 404  | 435  | 459  | 534  | 669  | 722  | 811  | 827  | 914  |

| 2015  | 2020  | 2022  | - | - | - | - | - | - |
| ----- | ----- | ----- | - | - | - | - | - | - |
| 1 018 | 1 077 | 1 100 | - | - | - | - | - | - |

Artigueloutan fait partie de l'aire d'attraction de Pau.

### Enseignement
Artigueloutan dispose d'une école primaire.

## Économie
La commune fait partiellement partie de la zone d'appellation de l'ossau-iraty.

## Culture locale et patrimoine

### Lieux et monuments
L'église Saint-Jean-Baptiste date du milieu du XIXe siècle.